# Линдси, Джеймс, 24-й граф Кроуфорд

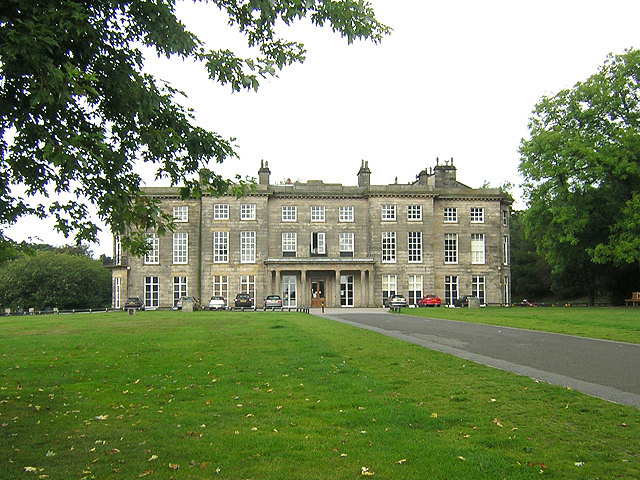
Хейг-Холл, построенный Джеймсом Линдси в 1830—1849 годах

Джеймс Линдси, 24-й граф Кроуфорд и 7-й граф Балкаррес (англ. James Lindsay, 24th Earl of Crawford and 7th Earl of Balcarres; 24 апреля 1783 — 15 декабря 1869) — шотландский пэр.

## Биография
Джеймс Линдси родился 24 апреля 1783 года в Балкаррес-хаусе в Файфе. Старший сын генерала Александра Линдси, 6-го графа Балкарреса (1752—1825), и Элизабет Далримпл (1759—1816), дочери Чарльза Далримпла и Элизабет Эдвин.
27 марта 1825 года после смерти своего отца Джеймс Линдси унаследовал титулы 7-го графа Балкарреса, 8-го лорда Линдси из Балкарреса и 7-го лорда Линдси и Балниела. 5 июля 1826 года для него был создан титул 1-го барона Уигана из Хейг-Холла (Ланкашир) в Пэрстве Великобритании, что давало ему и его потомкам автоматическое место в Палате лордов.
С 1843 года Джеймс Линдси, 7-й граф Балкаррес, претендовал на угасший титул графа Кроуфорда, а в 1848 году Палата лордов Великобритании вынесла решение в его пользу и присвоила ему титул 24-го графа Кроуфорда.
Он поступил в армию и получил звание майора в 20-м легком драгунском полку, пока не ушел в отставку в 1804 году. Он был избран в Палату общин Великобритании в качестве члена парламента от тори от Уигана (1820—1825).
Граф Кроуфорд унаследовал третью долю компании, поставлявшей рабов британской армии, от своего отца (бывшего губернатора Ямайки).
Согласно «Наследию британского рабовладения» в Университетском колледже Лондона, Кливленд получил компенсацию после принятия Закона об отмене рабства 1833 года с Законом о компенсации рабам 1837 года.
Он спроектировал Хейг-Холл в Хейге, Большой Манчестер, чтобы заменить существовавший тогда Холл, который был построен в нормандские времена и жил в коттедже на территории, пока он был построен с 1830 по 1849 год. Семья владела угольной шахтой Хейг, каннелями и угольными шахтами, а в 1865 году основала компанию «Уиган Коал энд Айрон».
После его смерти 23 декабря 1869 года он был похоронен в церкви Всех Святых в Уигане, Ланкашир, и ему наследовал его старший сын Александр Линдси, 25-й граф Кроуфорд.

## Брак и дети
21 ноября 1811 года в Манкастере в Камберленде (ныне Камбрия) Джеймс Линдси женился на достопочтенной Марии Маргарет Фрэнсис Пеннингтон (28 ноября 1783 — 16 ноября 1850), дочери Джона Пеннингтона, 1-го барона Манкастера (1740—1813), и Пенелопы Комптон (? — 1806). У супругов было четверо сыновей:
- Александр Уильям Кроуфорд Линдси, 25-й граф Кроуфорд (16 октября 1812 — 13 декабря 1880), старший сын и преемник отца
- Генерал-лейтенант достопочтенный сэр Джеймс Линдси (25 августа 1815 — 13 августа 1874), женат с 1845 года на леди Саре Элизабет Сэвил (1813—1890), пятеро детей.
- Полковник достопочтенный Чарльз Хью Линдси (11 ноября 1816 — 25 марта 1889), жена с 1851 года Эмилия Энн Браун (? — 187), семеро детей
- Достопочтенный Колин Линдси (6 декабря 1819 — 28 января 1892), женат с 1845 года на леди Фрэнсис Говард (? — 1897), от брака с которой у него было семеро детей.

Генеалогические исследования старшего сына Александра позволили его отцу претендовать на титул графа Кроуфорда, который прервался в 1808 году.